# Monteagudo de las Vicarías
Monteagudo de las Vicarías ist ein Ort und eine Gemeinde (municipio) mit nur noch 177 Einwohnern (Stand: 2024) im Norden der Provinz Soria in der Autonomen Gemeinschaft Kastilien-León. Die Gemeinde gehört zur bevölkerungsarmen Serranía Celtibérica. Neben dem Hauptort Monteagudo de las Vicarías gehört die Ortschaft Valtueña zur Gemeinde. 

## Lage
Monteagudo de las Vicarías liegt in der von Felsen und Hügeln durchsetzten Hochebene (meseta) im Norden der Provinz Soria in einer Höhe von ca. 860 m. Die Entfernung zur nordnordwestlich gelegenen Provinzhauptstadt Soria beträgt knapp 39 km (Fahrtstrecke). Das Klima ist gemäßigt; Regen (ca. 484 mm/Jahr) fällt überwiegend im Winterhalbjahr.

## Bevölkerungsentwicklung
| Jahr      | 1970 | 1981 | 1991 | 2001 | 2011 | 2021 |
| Einwohner | 553  | 421  | 367  | 288  | 243  | 179  |

Die zunehmende Mechanisierung der Landwirtschaft, die Aufgabe bäuerlicher Kleinbetriebe (Höfesterben) und der daraus resultierende Verlust an Arbeitsplätzen haben in hohem Maße zum deutlichen Rückgang der Bevölkerung beigetragen (Landflucht).

## Sehenswürdigkeiten

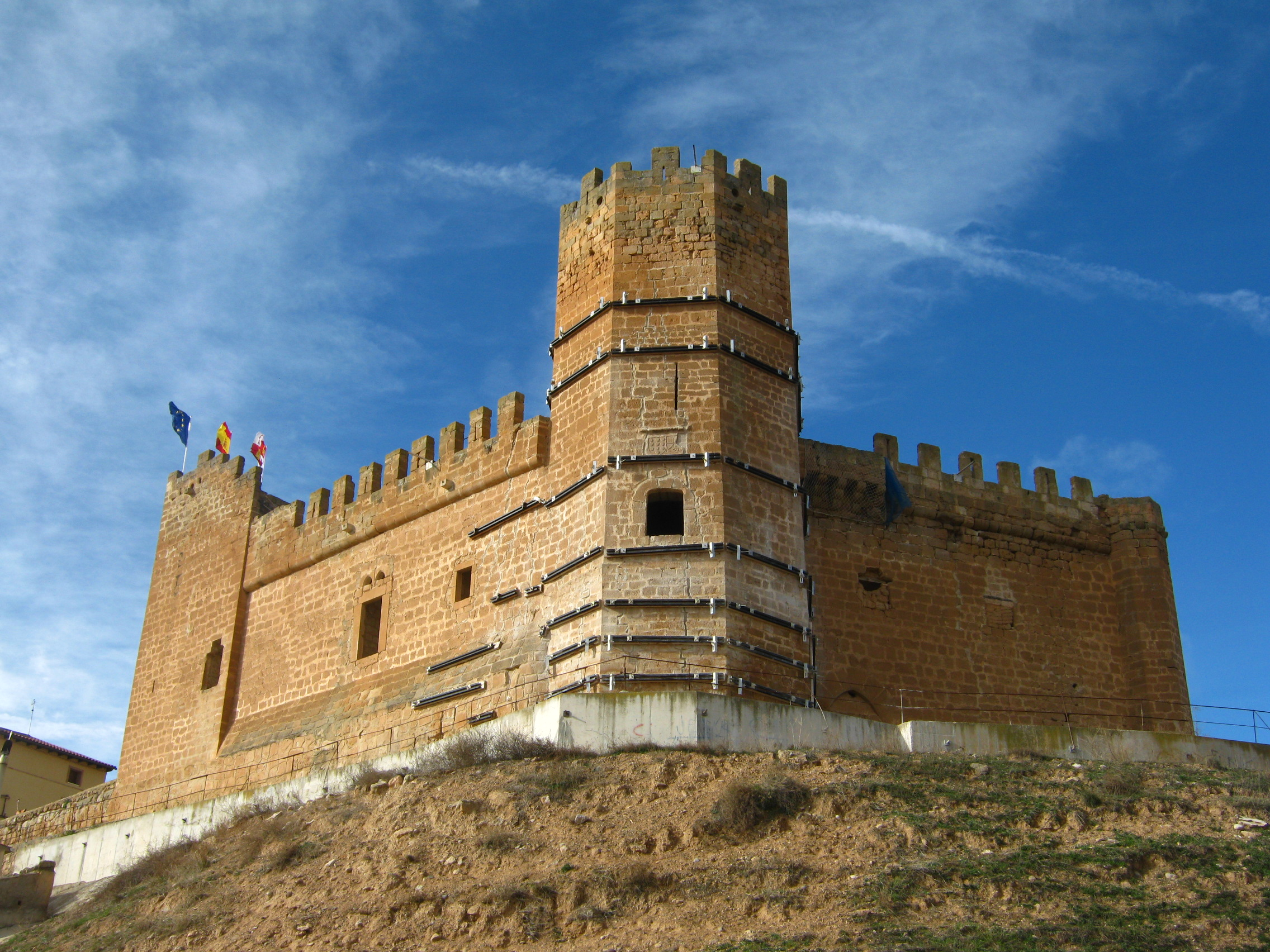
Burganlage
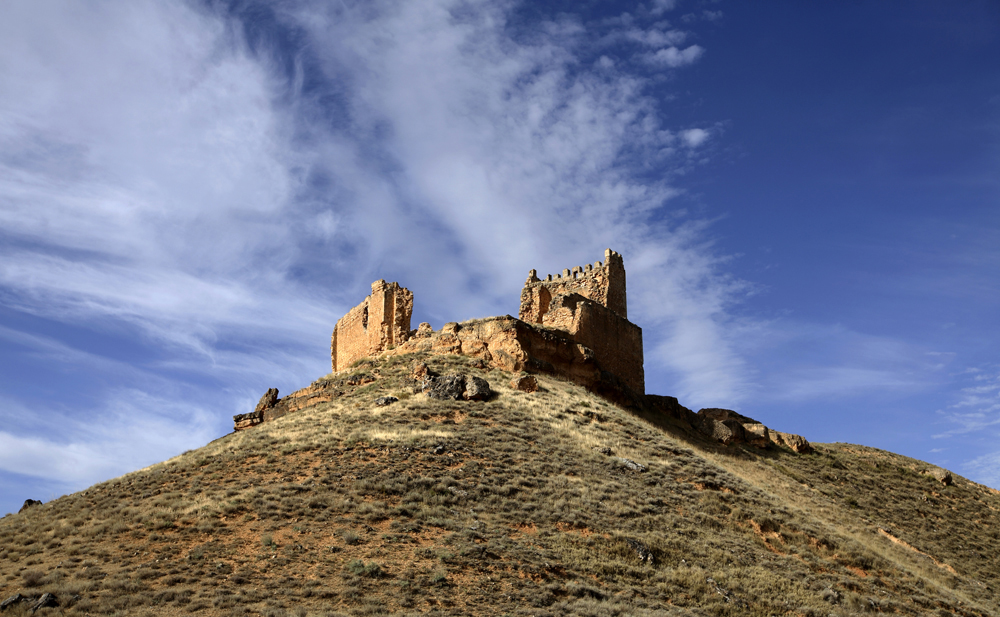
Burgruine von La Raya
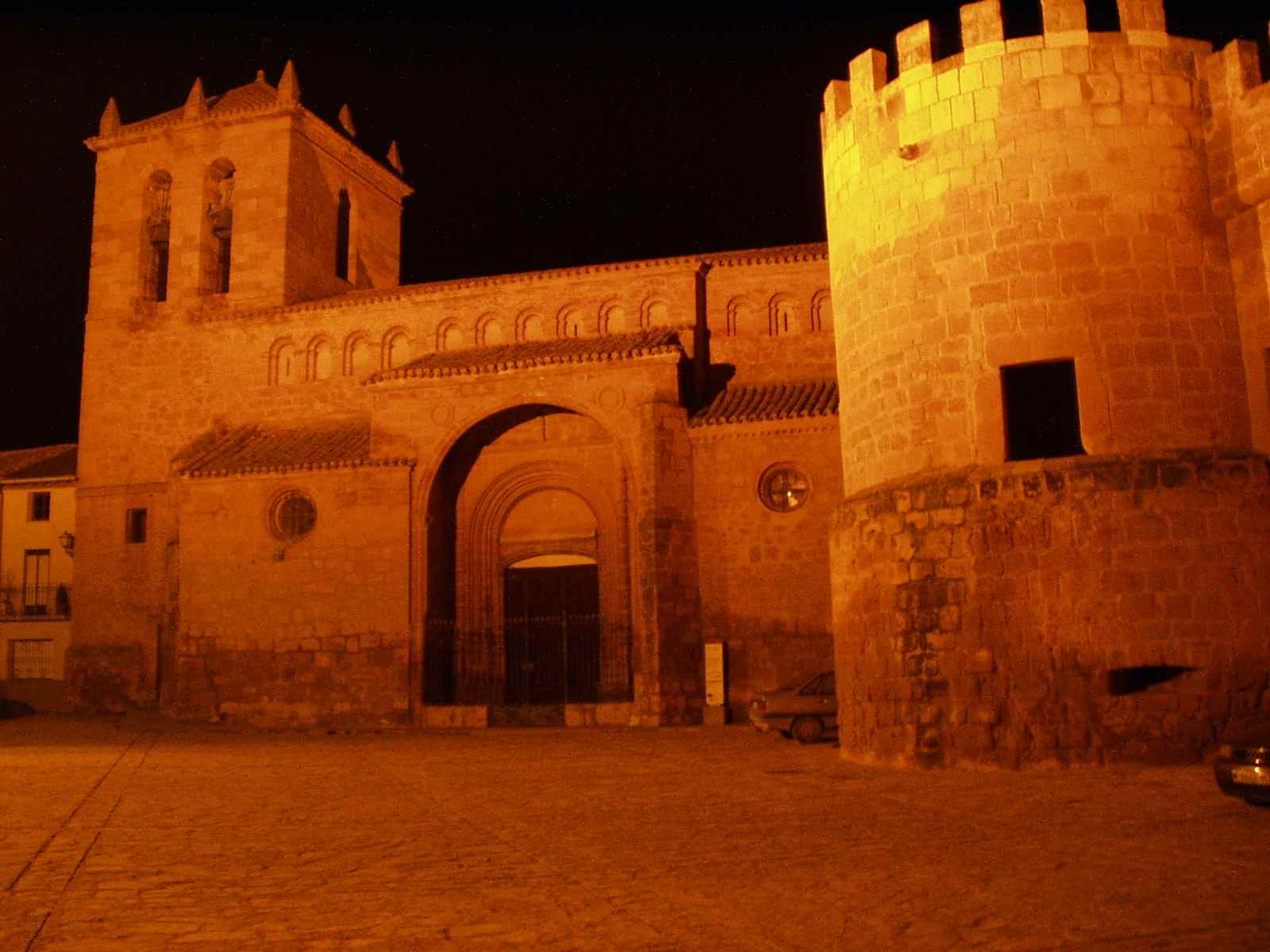
Marienkirche

- Marienkirche (Iglesia de Nuestra Señora de la Muela)
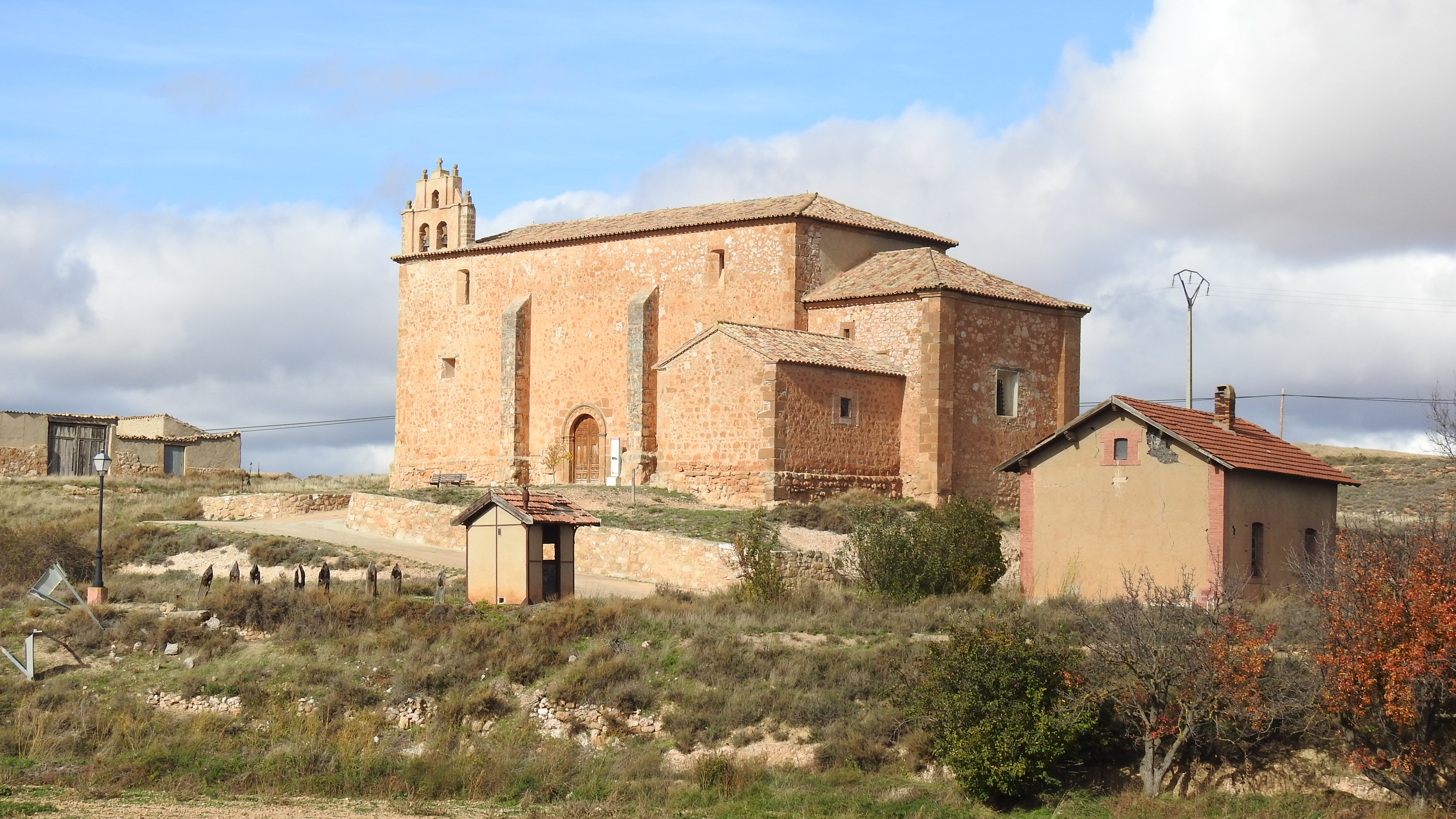
Marienkapelle
- Isidorkapelle

- Burganlage
- Burgruine von La Raya
- Marienkirche
- Marienkapelle